# Menglon
Menglon település Franciaországban, Drôme megyében. Lakosainak száma 538 fő (2022. január 1.). Menglon Barnave, Boulc, Luc-en-Diois, Miscon, Recoubeau-Jansac, Saint-Roman és Châtillon-en-Diois községekkel határos.

## Népesség
A település népességének változása:
| Lakosok száma | 331  | 287  | 332  | 388  | 466  | 485  | 517  | 534  | 535  | 538  |
|               | 1968 | 1982 | 1990 | 2006 | 2013 | 2015 | 2017 | 2019 | 2020 | 2022 |